# Nils Tufvesson
Nils Tufvesson (Svedala, condado de Malmöhus, 1 de agosto de 1829 - Västerås, 19 de março de 1878) foi um professor de desenho, pintor e ilustrador sueco.
Ele era filho do membro do parlamento Tufve Månsson e Elna Andersdotter. Os sobrinhos de Tufvesson emigraram ao Brasil e se estabeleceram no Rio Grande do Sul, onde um chegou a ser o tataravô de Carlos Tufvesson. Nils Tufvesson foi educado no Instituto Agrícola de Ultuna e depois se dedicou à agricultura antes de ser empregado como professor de desenho em Västerås em 1866. Paralelamente ao seu trabalho, ele atuou como pintor e desenhista, mas nos últimos anos de sua vida ficou quase cego e não pôde exercer plenamente suas habilidades artísticas ou suas funções de ensino. Ele participou de exposições coletivas com a Associação de Arte Norrlands e Dalarnas em Gävle. Sua arte consiste em retratos, figuras humanas e motivos urbanos. Tufvesson está representado, entre outros, no Museu Nacional  e na galeria da Associação de Arte de Västerås.